# Coppa Suruga Bank 2011
La Coppa Suruga Bank 2011 è stata la quarta edizione della Coppa Suruga Bank. Il Júbilo Iwata, vincitore della Coppa J. League, ha battuto l'Independiente, campione della Coppa Sudamericana.

## Finale
| Arbitro: | Lee Probert |

|                                     |                      |                                 |
| Battión 9’ (aut.) Arata 58’         | Marcatori            | 32’ Tuzzio 47’ Parra            |
| Kobayashi Yamada Nasu Komano Fujita | Tiri di rigore 4 – 2 | Núñez Pellerano Velázquez Parra |

| Júbilo Iwata | Independiente |

| JÚBILO IWATA:       |    |                      |     |     |
|                     |    |                      |     |     |
| POR                 | 1  | Yoshikatsu Kawaguchi |     |     |
| DIF                 | 2  | Kenichi Kaga         |     |     |
| DIF                 | 33 | Yoshiaki Fujita      |     |     |
| DIF                 | 3  | Ryū Okada            |     | 61’ |
| CEN                 | 5  | Yūichi Komano        |     |     |
| CEN                 | 20 | Shūto Yamamoto       |     |     |
| CEN                 | 28 | Keisuke Funatani     | 11’ | 46’ |
| CEN                 | 23 | Kōsuke Yamamoto      |     | 67’ |
| CEN                 | 6  | Daisuke Nasu (c)     |     |     |
| CEN                 | 10 | Hiroki Yamada        |     |     |
| ATT                 | 8  | Gilsinho             |     | 75’ |
| Sostituti:          |    |                      |     |     |
| POR                 | 21 | Naoki Hatta          |     |     |
| DIF                 | 22 | Hiroyuki Kobayashi   |     | 61’ |
| DIF                 | 16 | Jō Kanazawa          |     |     |
| DIF                 | 30 | Shinnosuke Honda     |     |     |
| CEN                 | 15 | Minoru Suganuma      |     | 75’ |
| ATT                 | 17 | Hidetaka Kanazono    |     | 67’ |
| ATT                 | 19 | Tomoyuki Arata       |     | 46’ |
| Allenatore:         |    |                      |     |     |
| Masaaki Yanagishita |    |                      |     |     |

| INDEPENDIENTE:  |    |                       |     |     |
|                 |    |                       |     |     |
| POR             | 1  | Hilario Navarro       |     |     |
| DIF             | 13 | Iván Vélez            |     | 70’ |
| DIF             | 6  | Eduardo Tuzzio (c)    |     |     |
| DIF             | 2  | Julián Velázquez      |     |     |
| DIF             | 3  | Maximiliano Velázquez | 39’ | 71’ |
| CEN             | 8  | Hernán Fredes         |     |     |
| CEN             | 5  | Roberto Battión       |     | 46’ |
| CEN             | 7  | Cristian Pellerano    |     |     |
| CEN             | 11 | Osmar Ferreyra        |     | 46’ |
| ATT             | 17 | Facundo Parra         |     |     |
| ATT             | 19 | Marco Pérez           |     | 88’ |
| Sostituti:      |    |                       |     |     |
| POR             | 21 | Fabián Assmann        |     |     |
| DIF             | 23 | Adrián Argachá        |     | 71’ |
| DIF             | 33 | Cristian Báez         |     | 46’ |
| CEN             | 16 | Nicolás Cabrera       |     | 70’ |
| CEN             | 10 | Patricio Rodríguez    |     | 46’ |
| ATT             | 9  | Leonel Núñez          |     | 88’ |
| ATT             | 14 | Matías Defederico     |     |     |
| Allenatore:     |    |                       |     |     |
| Antonio Mohamed |    |                       |     |     |

| Guardalinee: Mu Yuxin (Cina) Han Wei (Cina) Quarto Uomo: Yudai Yamamoto (Giappone) |

| Suruga Bank Championship Campione 2011 |
| -------------------------------------- |
| Júbilo Iwata 1º Titolo                 |